# Nebuunet
| nbw | wn&n&t | O31 |

| nbw | wn&n&t | O31 |

Nebuunet (Nubwenet) byla staroegyptská královna, manželka faraóna Pepiho I. ze 6. dynastie.

## Hrobka
Nebuunet byla pohřbena v pyramidě blízko pyramidovému komplexu Pepiho I. Její pyramida byla asi 21 m vysoká. Pyramida byla postavena z vápence, zatímco chrám byl postaven z cihel.